# Парламентарни избори в България (април 1893)
Парламентарните избори през 1893 г. се провеждат през април в Княжество България са за Четвърто велико народно събрание.
Органът е свикан за четвърти път с цел да се разгледат няколко изменения в конституцията, включително такива относно религията на монарха и намаляване броя на народните представители.

## Обща информация
Съществуващата конституция изисква монархът да бъде част от Българската православна църква, въпреки че от това е освободен първия княз. Тъй като княз Фердинанд е първият от новата династия, той се счита за освободен от това условие (като римокатолик). Съпругата му, принцеса Мария-Луиза Бурбон-Пармска също е римокатоличка.
Конституцията също така изисква един народен представител на всеки 10 000 граждани, като предложените промени трябва да намалят това до един на всеки 20 000 граждани. Измененията също намалят броя на членовете на Великото народно събрание от един на всеки 5000 граждани до един на всеки 10 000.
Събранието е открито на 15 май с тълпа от над 10 000 събрали се по този повод. Заседава до 29 май и одобрява конституционните изменения.